# Hibiscus calyphyllus
Hibiscus calyphyllus är en malvaväxtart som beskrevs av Antonio José Cavanilles. Hibiscus calyphyllus ingår i Hibiskussläktet som ingår i familjen malvaväxter. Inga underarter finns listade i Catalogue of Life.

## Bildgalleri

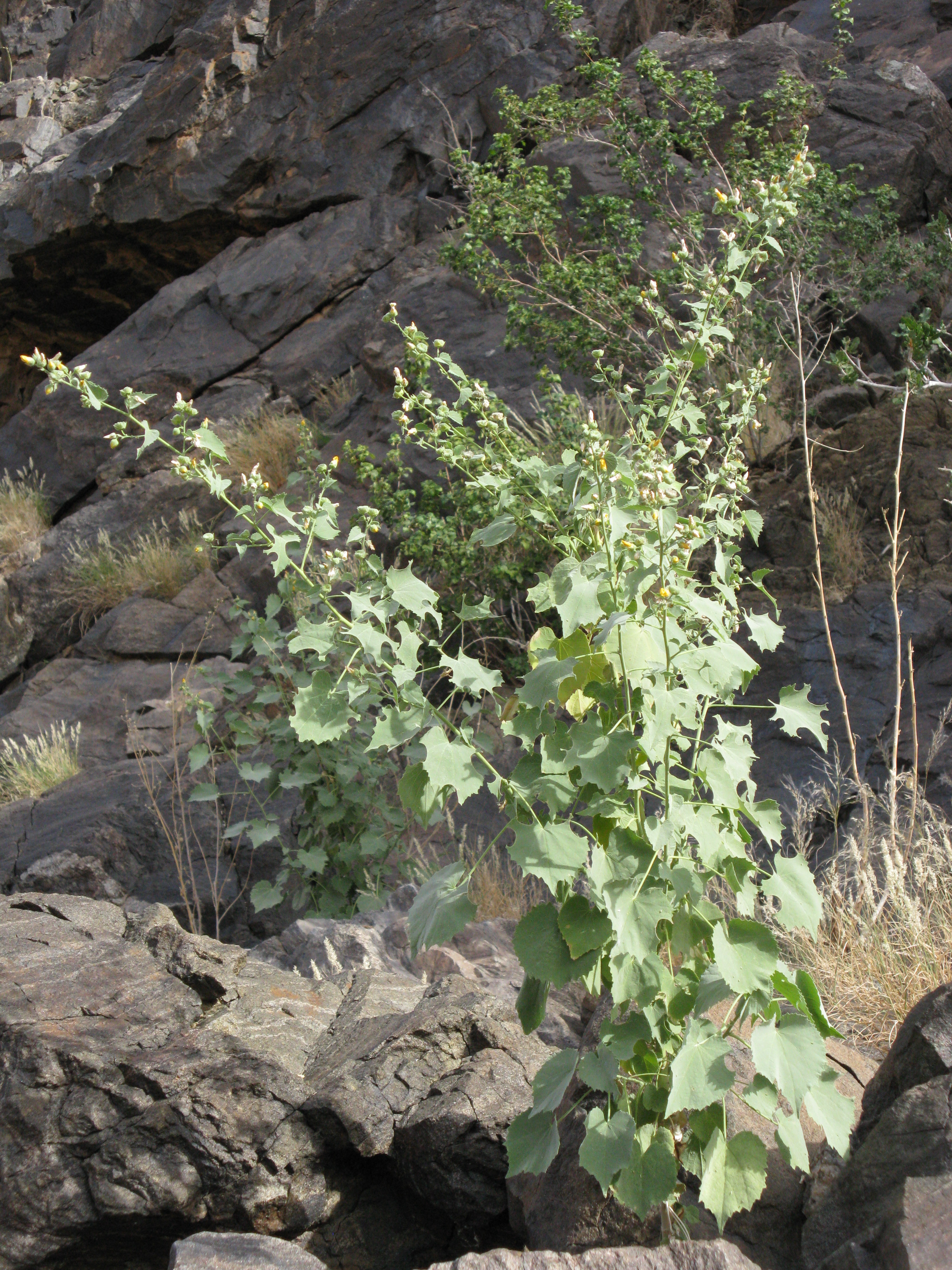
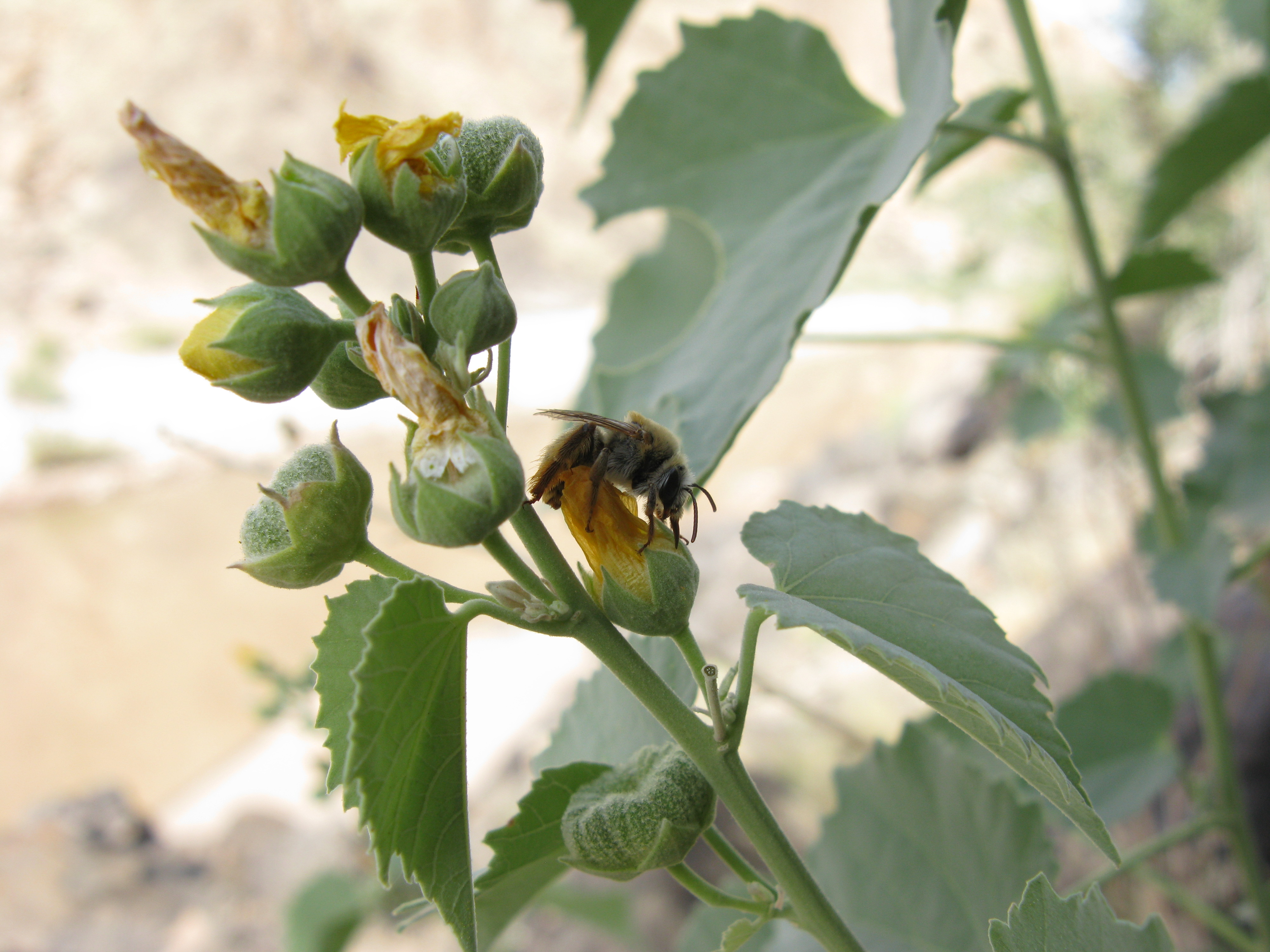
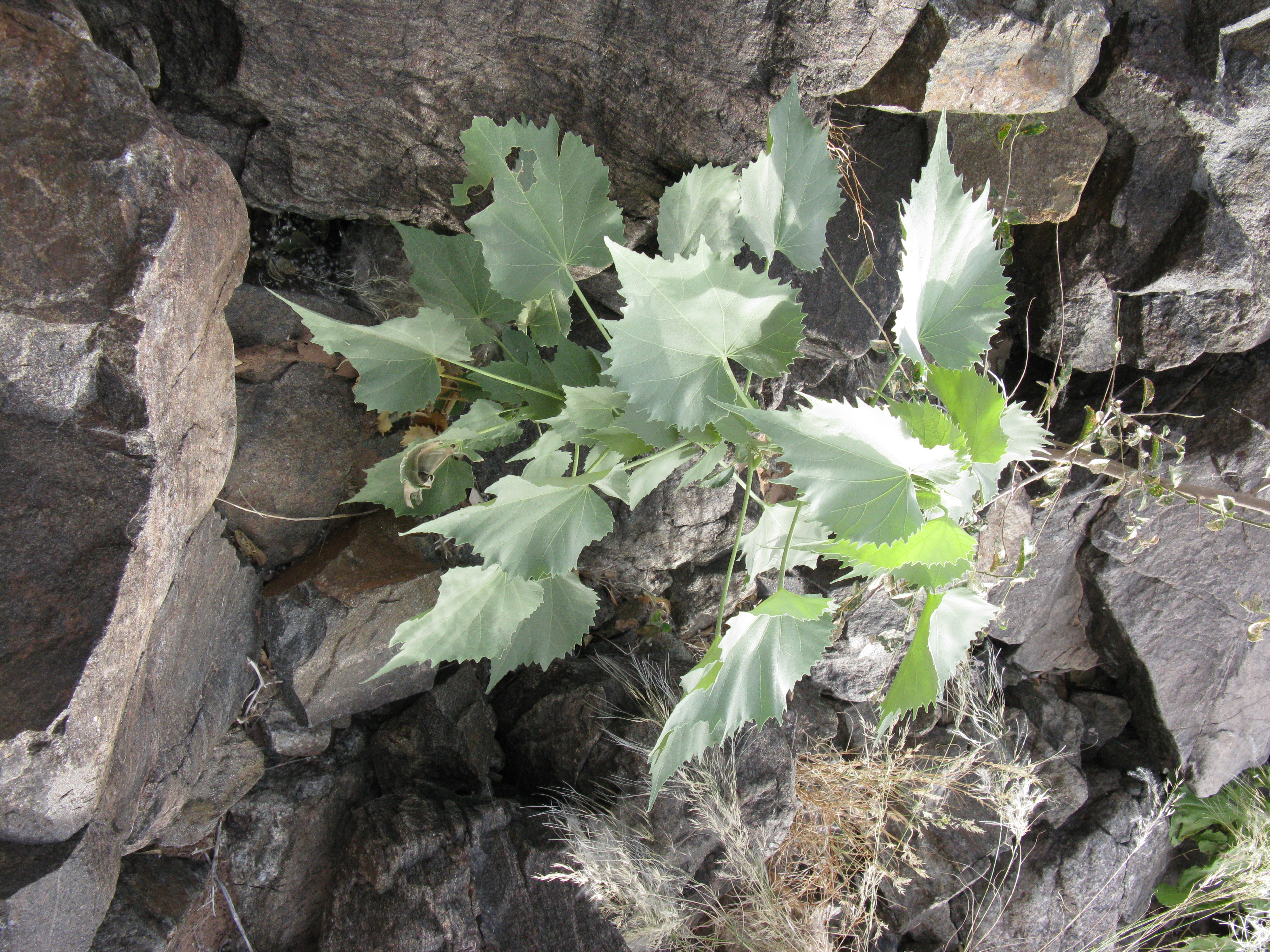